# Indoleon vartianorum
Indoleon vartianorum är en insektsart som först beskrevs av Hölzel 1972.  Indoleon vartianorum ingår i släktet Indoleon och familjen myrlejonsländor. Inga underarter finns listade i Catalogue of Life.